# Johan Gernandt
Johan Ernst Gernandt, född 23 september 1943 i Engelbrekts församling, Stockholm, är en svensk advokat, politiker (Moderaterna) som 2006-2014 var ordförande i Riksbanksfullmäktige.
Johan Gernandt har avlagt juris kandidatexamen och är även ledamot av Systembolagets styrelse, ordförande i Stockholms Handelskammares Skiljedomsinstitut och ordförande i Svenska Dagbladets stiftelse. Han är gift med justitierådet Marianne Lundius, ordförande för Högsta domstolen 2010-2016. Han var ordförande för föreningen Högerstudenterna i Stockholm 1964-1965.